# Sant Climent d'Urús
Sant Climent d'Urús és una església protegida com a bé cultural d'interès local del municipi d'Urús (Cerdanya).

## Descripció
Està formada per una llarga i espaiosa nau flanquejada per quatre capelles laterals, una de les quals ha estat considerablement reduïda. Les capelles laterals del costat de l'altar formen una volta d'arestes, en el centre de la qual s'hi troba una clau de volta rodona. La porta d'entrada és de mig punt i està datada del 1652. És senzilla i sense cap mena de decoració.
El campanar s'aixeca enganxat al costat nord de l'església, tocant la façana principal. El sostre és piramidal de pedra ben tallada. A la seva façana exterior nord, a l'altura del primer pis, hi ha un escut episcopal. L'altar forma un hemicicle ample. Cal destacar les làpides i inscripcions situades al corredor, i en el segon esglaó, descrita en notes complementàries.

## Història
El rei Lluís, tal com havien ordenat els seus predecessors Carles i Ludovic en els anys 768 i 844, confirmà al Monestir de Cuixà, entre altres possessions, el poble d'Urús. Per això, l'any 1285, el Pavorde de Cuixà ven per un esplet tots els censos, tercis, quarts i rèdits que dit monestir té i rep a la Torre de la Vall d'Urús per 56 modis de forment. El 1198 els exèrcits del comte de Foix, Arnald de Castellbò, entre les seves malifetes a Cerdanya inclogueren a aquesta església.